# グエン・ヴァン・レムの処刑
グエン・ヴァン・レムの処刑（Execution of Nguyễn Văn Lém）は、ベトナム戦争中の1968年2月1日、サイゴン（現在のホーチミン市）にて、ベトナム共和国（南ベトナム）の軍人グエン・ゴク・ロアンが、捕虜にした南ベトナム解放民族戦線（ベトコン）の士官グエン・ヴァン・レムを処刑したという出来事である。この一件は写真と映像で記録されて全世界に報道され、南ベトナムを支援していたアメリカ合衆国をはじめとする各国の人々に衝撃を与え、ベトナム戦争における反戦運動に大きな影響を及ぼした。

## 経緯
1968年1月30日から2月にかけて、南ベトナム解放民族戦線（ベトコン）とベトナム民主共和国（北ベトナム）の軍隊による南ベトナム各都市への奇襲攻撃であるテト攻勢が敢行され、南ベトナムの首都であるサイゴンも攻撃を受けた。テト攻勢が始まった2日後の2月1日、南ベトナム軍は、サイゴンにおける市街戦の最中、ベトコンの分隊リーダーだったグエン・ヴァン・レム大尉を逮捕した。
レムは、南ベトナム軍のグエン・トゥアン中佐（Nguyễn Tuân）とその妻、彼らの6人の子供、80歳の老母を殺害した嫌疑により拘束された。レムは、南ベトナム軍中佐で南ベトナム警察の長官の任にあったグエン・ゴク・ロアンの下へと連行され、略式の手続きにより、その場で銃殺刑が確定した。
ロアンは処刑を自らの手で即時執行し、小型拳銃のスミス&ウェッソン・ボディーガードと.38スペシャル弾を使用し、サイゴンの路上で、後ろ手で縛られた状態のレムの頭を撃ち抜いた。
この時の様子はNBCニュースの映像カメラマンであるボー・スー（Võ Sửu）と、アメリカ合衆国（米国）の報道写真家で、AP通信の写真記者をしていたエディ・アダムズによって撮影され、映像と写真として残された。それらは撮影の同日中に全世界に配信され、特にアダムズが撮影した写真はベトナム戦争への介入について米国内の世論に後述する大きな影響を及ぼした（→#写真『サイゴンでの処刑』とその影響）。
この処刑について、「もしも取材カメラマンがその場にいなければ、ロアンは処刑を実行していなかったのではないだろうか」とはしばしば指摘されている。

## その後の論争

### ロアンへの糾弾
写真と映像で広く知れ渡った結果、処刑を行ったロアンは悪名を伴って世界中に知られることとなった。この出来事の3ヶ月後の5月5日、ロアンはサイゴンにおけるベトコンとの戦闘で右足を切断することになる重傷を負った。治療のためオーストラリアに運ばれたが、現地でロアンに対する激しい抗議運動が起きたことから、米国・ワシントンD.C.のウォルター・リード陸軍医療センターへの転院を余儀なくされた。しかし、米国においても同様の抗議活動が起き、銃殺したことについての非難を受けた。
治療を終えてサイゴンに戻ったロアンは不具により指揮官としての任を解かれたため、以降は孤児たちへの支援に尽力した。1975年のサイゴン陥落（ベトナム戦争の終結）で敗残の身となったロアンは南ベトナムから退避して米国に移民した。米国に居を移したロアンはバージニア州フェアファックス郡バークの郊外で静かに隠れて暮らし、小さな食堂を営んで生活を築こうとした。
しかし、1978年に、米国議会の議員から、ロアンによるレムの略式処刑は当時の南ベトナムの法律に照らして違法であるという主張が行われ、調査が行われることになった。同年、移民帰化局（INS）は、ロアンが戦争犯罪を犯したことを理由として、彼に与えられていた永住権を取り消して国外追放しようとした。当時の米国大統領であるジミー・カーター（在：1977年 - 1981年）は、この一件を報道で知り、「そのような歴史修正主義は愚かだ」（such historical revisionism is folly）と述べ、INSを管轄する司法省に直接命じ、INSが進めていたロアンへの国外追放の手続きを中止させた。
この一件は、INSの判断を支持する意見もあれば、それを中止させたカーターを支持する意見もある。
ロアン自身は、国外追放こそ免れたものの、この一件でバージニア州に住んでいることは知れ渡り、ロアンの店にも脅迫まがいの言葉が落書きされるようになるなど、生活は困難を伴うようになった。居場所を嗅ぎつけたジャーナリストの取材に対してロアンはベトナム戦争については口を閉ざし、「戦争は戦争だし、妥協はあり得ない」と述べたのみだったという。

#### 略式処刑の合法性
ロアンによる略式処刑について、戦後は上記のように違法性を問われることになるが、1949年のジュネーヴ諸条約の第3条約（捕虜の待遇に関する条約）に基づけば、この中で定義されている「捕虜」としての要件（第4条）をレムは欠いた状態で戦闘を行っていたことから、フラン＝ティレール（非正規兵士。この場合は「便衣兵」）とみなすことが可能で、レムは条約に基づく捕虜としての保護を要求できる立場にはなかった。そのため、略式処罰は当時の時点でも合法という見解もあり、実際、ロアンに対する軍法会議などは開かれておらず、ベトナム戦争中はこの一件でロアンは法的責任を問われてはいない。

### 処刑された人物についての異説
処刑された人物がベトコンに所属する軍人だったことについては異論は出ていない。
一方で、レムが処刑される理由となった大量殺人については、レムが死体の山のところにいたことを根拠としたもので、本当に犯人だったのかはわからないとも言われている。
また、処刑された人物が本当にグエン・ヴァン・レム（軍のコードネームは「ベイ・ロップ」｛Bay Lop｝）という人物だったのか、ということにも疑義があり、別人だった可能性も指摘されている。

## 写真『サイゴンでの処刑』とその影響
『サイゴンでの処刑』（Saigon Execution）は、AP通信の報道写真記者であるエディ・アダムズがこの時の様子を撮影した写真に付けられた作品名である。この写真は、射殺の瞬間（銃弾が頭部に入る瞬間）を捉えたものになっている。

### 撮影の状況
アダムズはベトナム戦争取材への派遣は3回目で、2月1日はNBCニュースのボー・スーと行動を共にし、サイゴンのチャイナタウンであるチョロン地区における戦闘を取材していた。チョロンでの戦闘が終わった頃、1、2区画離れた地区から銃声が聞こえたため、現場へと向かったところ、南ベトナム軍の兵士がレムを連行しようとしているところだった。アダムズは、それを見せしめのための引き回し（パープ・ウォーク）だと考えて取材を始めた。この写真を撮影するに至るまでの状況と撮影直後の様子について、アダムズは以下の述懐を残している。
アダムズは、この写真を撮影する際にカメラを向けていた時点では、ロアンはレムを脅して恐怖を与えるためだけに銃口を向けている（発砲するつもりはなかった）と考えており、そのため、自然にカメラを構えていたのだと後に述べている。また、この時点では、アダムズはロアンが何者なのか（警察組織の高官であるということ）を具体的には把握していなかった。
この写真は上記の経緯で撮影されたもので、アダムズが射殺の瞬間を撮影したのは偶然で、撮影したアダムズ自身も自分が弾が発射された正にその瞬間を撮影していたということを撮影時点では気づいていなかった。
撮影に使用した機材はニコン（ニコンF）と35mm単焦点レンズの組み合わせで、フィルムはコダック・トライX、シャッタースピード「1/500秒」、露出「F11」の設定だったとされる。

### 世界への配信と反響

#### 背景
ベトナム戦争は1950年代に始まり、南ベトナムに「軍事援助顧問団」を駐留させていた米国はその初期から軍次介入を行い、1962年に同団を改組して南ベトナム軍事援助司令部（MACV）を組織して、米軍による介入の度合いを強めていた。1968年初めの時点で、米国大統領のリンドン・ジョンソンと、MACV司令官のウィリアム・ウェストモーランドは、「ベトナムにおける戦争は最終段階にある」と言明しており、米国民の多くもそれを信じていた。
そのため、1968年1月末のテト攻勢により、南ベトナムの各都市が攻撃されたばかりか、首都のサイゴンで厳重な警備が敷かれていたはずの米国大使館の敷地にまでベトコンの侵入を許し、一時的とはいえ失陥させた事態は、米国民に多大な衝撃を与えた。それまでのベトナム戦争の戦闘は大部分が農村部や山岳地帯で展開されていたため、米国のテレビ局はそれらを十分に追うことはできていなかったが、テト攻勢は都市部が狙われた性質上、首都サイゴンに詰めていたテレビ局の取材記者や映像カメラマンの目の前で戦闘が展開されることになり、米国民もカラー映像による生々しい戦闘の様子を衛星中継を通してリアルタイムでテレビ視聴することになった。米国大使館が攻撃を受ける様子も中継され、眼前まで「敵」が迫る様子や米兵が逃げ惑う様子を画面の中で目の当たりにしたことで、米国の一般民衆も政治家たちも軍の指導者たちに対して不信感を覚えるようになり、この期間に「この戦争はもはや負けだ」と考える米国民の割合は27%から44%に急上昇した。
こうした状況において、この写真は決定的な役割を果たすことになる。

#### 配信された写真が与えた影響
アダムズが撮影した写真は、撮影したその日の内にAP通信によって無線伝送で全世界に配信され、時差のため、米国では事件が起きたのと同日の2月1日朝の新聞各紙に掲載された。
NBCニュースのボー・スーが撮影した「映像」もまた世界中に配信されテレビ放送で使用され、写真と映像のどちらも世界に大きな衝撃を与えたが、より大きな衝撃を与えたのはアダムズの写真だった（その理由についての分析は「#評価」を参照）。
「後ろ手で縛られた私服の男を路上で射殺した」様子を写したこの写真はセンセーションを巻き起こし、戦争の残虐性と無秩序さを印象付けることになった。それと同時に、「米国が不正義の南ベトナム政府に組して戦っている」ことの証拠とみなされ、反戦を訴える政治的主張に利用されるようになる。この写真は、変化しつつあった世論の流れを促進し、特に米国内においては、戦いの無益さや、戦争に勝ってなどいなかったという（テト攻勢により生じた）思いを刺激することになり、米国民の厭戦気分を増大させるとともに、反戦運動を一気に活性化させた。
テト攻勢が起き、この出来事が起きた1968年2月、CBSのニュース番組の司会者で「米国の良心」と呼ばれていたジャーナリストのウォルター・クロンカイトも米軍のベトナムへの介入を厳しく批判し、ベトナム戦争への世論に大きな影響を与えた。ベトナム戦争への介入を指導していた米国大統領リンドン・ジョンソンは、こうした逆風の中で行われた民主党内の大統領選予備選挙で反戦を訴えるユージーン・マッカーシー（それまで泡沫候補でしかなかった）に肉薄される事態となり、同年3月31日に同年の大統領選挙（2期目）への出馬を断念する旨を声明するに至った。
結果として、アダムズの写真はベトナム戦争において最も有名かつ影響力のある写真のひとつとなった。この写真は、1968年に世界報道写真大賞、1969年5月にピューリッツァー賞（ニュース速報写真部門）を受賞した。

### 当事者たちのその後
撮影したアダムズにとって、この写真は大きな栄誉をもたらした一方、撮影したこと自体に非難を受けることもあった。世界報道写真大賞の授賞式では、「なぜ、射殺するのを止めなかったのか?」という質問を受け、その場で反論こそしたものの、それ以来2年ほど、アダムズはこの写真を見返すことができなくなったという。ピュリッツァー賞を受賞した直後にも、「私はある男が別の男を射殺する様を撮影して金をもらった」、「二人の人生を破壊したことで、私はその報酬を得た。私はヒーローだった」と自嘲混じりに述べている。
この写真はアダムズの残りの写真家人生において、この写真に匹敵する写真を撮らなければならないというプレッシャーを与えもしたが、その後のアダムズは写真家として大成し、戦場カメラマンとしても肖像写真家としても活躍を続けた。
被写体となったロアンは後に米国に移民するが、上述した糾弾を受けたほか、この写真によって印象付けられた「冷酷、無慈悲な殺人者」という汚名は彼を生涯に渡って苛み続けた。撮影者のアダムズ自身は熱心な反共主義者であり、写真を撮ったことを後悔し、戦後にはロアンと親交を結び、1998年にロアンが死去した際に、以下の追悼文を残している。
アダムズの弁の内、「写真は真実の半分に過ぎない」（They {Photographs} are only half-truths）という言葉は、フォトジャーナリズムの危うさについて撮影者と受け手に警鐘を鳴らすものであると同時に、いったん撮られた事実は撮影者の個人的な都合や思惑を越えて真実の一端を見る者に否応なく晒してしまうものとして、しばしば引用される。

### 評価
AP通信の写真編集部長を務めていたハル・ビュエルは、この写真について「1枚のフレームの中で戦争の残虐性全てを象徴している」と2010年代に評し、撮影されてから半世紀経った後もこの写真が影響力を持ち続けているのはそのためだと述べている。
- 写真そのものについての評価

- 影響についての評価

- 倫理面についての評価

### 受賞
- 1968年 - 世界報道写真大賞[W 2]
- 1969年 - ピューリッツァー賞・ニュース速報写真部門[1]